# Oenothera tetraptera
Oenothera tetraptera là một loài thực vật có hoa trong họ Anh thảo chiều. Loài này được Cav. mô tả khoa học đầu tiên năm 1796.

## Hình ảnh

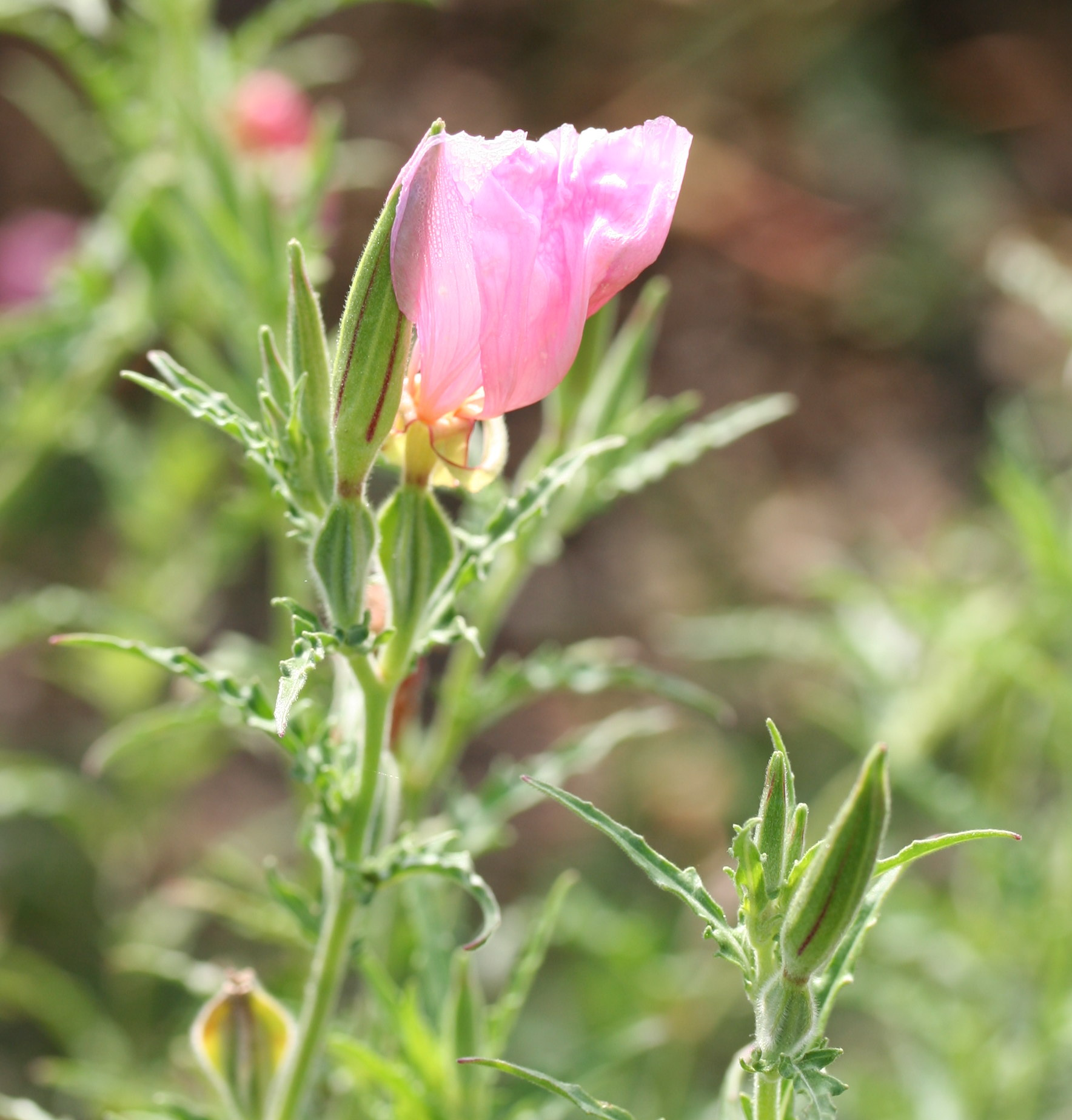